# أوي أدلر
أوي أدلر (بالألمانية: Uwe Adler)‏ هو رياضي خماسي ألماني، ولد في 30 مايو 1944 في هاله في ألمانيا.

## وصلات خارجية
- أوي أدلر على موقع أوليمبيديا (الإنجليزية)